# Psiloteredo megotara

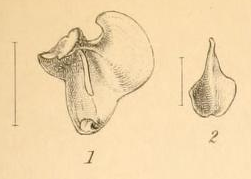
Psiloteredo megotara, Innenansicht der linken Klappe, Palette, aus Forbes und Hanley, 1848–53, Bd. 4, Taf. 18, Fig. 1–2.

Psiloteredo megotara ist eine Muschel-Art aus der Familie der Schiffsbohrmuscheln (Teredinidae). Durch die geringe Salinitätstoleranz (27 bis 37 PSU) ist die Art im Allgemeinen keine Gefahr für hölzerne Bauwerke im Wasser und auch nicht für Holzschiffe.

## Merkmale
Das gleichklappige Gehäuse wird bis zu 1,3 cm lang. Es ist geringfügig höher (1,4 cm) als lang und stark aufgebläht; daraus resultiert eine im Großen und Ganzen kugelige Gesamtform. Es sitzt vorne auf dem wurmförmigen Körper und bedeckt diesen nur zu einem sehr kleinen Teil. Der Weichkörper ist etwa einen Zentimeter dick und wird bis zu einem Meter lang. Das Gehäuse (etwa 1 × 1 cm) ist vergleichsweise kurz mit einem kleinen, dreieckigen vorderen Teil, der mit Längsriefen bedeckt ist. Der dorsale Rand ist konkav gewölbt. Der mittlere Hauptteil des Gehäuses ist schief-dreieckig; der vordere kleinere Teil setzt oben an, abgesetzt durch eine nach vorne abfallende Kante. Die Oberfläche des Mittelteils weist überwiegend nur Anwachsstreifen auf und zentral einige radiale Element. Der vordere Teil, das halbkugelige Auriculum, sitzt dem Mittelteil domförmig schräg nach oben auf. Die Oberfläche ist nahezu glatt. Die Schale ist dünn und zerbrechlich und besteht aus Aragonit. Es sind zwei Schließmuskeln vorhanden.
Die Siphonen sind über ein Drittel ihrer Länge miteinander verwachsen. Außen an den Siphonen sitzen zwei akzessorische Kalkplättchen, die sogenannten Paletten. Die Paletten sind länglich-paddelförmig, aber im Verhältnis zur Länge doch recht breit (L/B-Verhältnis: 1,3). Die Außenlinie zeigt oft mehrere Knicke, der Stiel ist gespitzt und im Verhältnis zur Gesamtlänge sehr kurz (nur etwa ¼ der Gesamtlänge). Sie werden bis 1,3 cm lang und bis 0,7 cm breit. Sie sind fast ganz verkalkt, die organischen Anteile sind gering. Die äußere Seite ist konvex, die Oberfläche aufgeraut. Die Innenseite ist konkav und glatt. Am vorderen Ende ist auf der Innenseite eine halbrunde Eintiefung. Das Blatt hat vorne einen Rand aus organischem, durchsichtigem Periostrakum. Die aragonitische Auskleidung der Bohrröhre ist am Ausgang der Röhre gerieft und geschuppt.
Die Kiemen sind stark reduziert. Dies deutet darauf hin, dass sich die Art überwiegend von Holz ernährt.

## Geographische Verbreitung, Lebensraum und Lebensweise
Das Verbreitungsgebiet der Art ist der gemäßigte Teil des Nordatlantiks und seiner Nebenmeere. So dringt die Art auch in die Nordsee, die westliche Ostsee sowie in das Mittelmeer und das Schwarze Meer vor. Er kommt auch an der nordamerikanischen Ostküste vor. Die Art ist möglicherweise auf treibendes Holz beschränkt.
Psiloteredo megotara ist nur wenig salinitätstolerant (27 bis 37 PSU), erträgt aber große Temperaturschwankungen (1–25 °C).
Die Art ist schon aus dem Miozän von Twistringen bekannt.

## Entwicklung
Die Weibchen produzieren in einer Laichperiode mehr als 100 Millionen relativ kleine Eier, mit einem Durchmesser von weniger als 45 µm. Die Eier werden ins freie Wasser abgegeben und dort befruchtet. Aus den befruchteten Eiern entwickeln sich rasch, oft in weniger als 12 Stunden, Trochophora-Larven und in weiteren 12 Stunden die Veliger-Larven, die dann drei bis vier Wochen im freien Wasser treiben und sich von Kleinstplankton ernähren, bevor sie sich auf einem Stück Holz festsetzen.

## Taxonomie
Die Art wurde von Sylvanus Hanley 1848 erstmals unter dem ursprünglichen Binomen Teredo megotara beschrieben. Das Taxon wird heute übereinstimmend zur Gattung Psiloteredo Bartsch, 1929 gestellt.